# Pseudopanurgus ximenesiae
Pseudopanurgus ximenesiae là một loài Hymenoptera trong họ Andrenidae. Loài này được Cockerell mô tả khoa học năm 1913.